# Ornatomalthinus elvirae
Ornatomalthinus elvirae (лат.) — ископаемый вид жуков-мягкотелок, единственный в составе монотипического рода Ornatomalthinus. Обнаружены в Бирманском янтаре (Юго-Восточная Азия, Мьянма, возраст около 100 млн лет; меловой период). Мелкие жуки, длина тела  3,5 мм. Сходен с видом Myamalycocerus vitalii, но отличается менее длинными надкрыльями и рельефными точками, которые более возвышены, но менее многочисленны.